# Směnárenství v Česku
Směnárna je místo, kde lze směňovat valuty (bankovky a mince) nebo šeky znějící na určitou měnu za bankovky, mince nebo šeky znějící na jinou měnu. Směnárenská činnost je v České republice upravena zákonem č. 277/2013 Sb., o směnárenské činnosti. 
Provozovat směnárenskou činnost mohou:
- banky
- spořitelní a úvěrní družstva (družstevní záložny)
- směnárníci

Směnárník musí mít ke své činnosti povolení vydané Českou národní bankou, která vede registr směnárníků. 
Mezi povinnosti provozovatele patří: 
- provozovat směnárenskou činnost výlučně v provozovně ohlášené ČNB,
- uveřejnit v provozovně kurzovní lístek,
- informovat klienta před provedením konkrétního směnárenského obchodu o směnném kurzu a o částce, která mu má být po provedení směnárenského obchodu vyplacena,
- i bez žádosti vydat klientovi doklad o provedení směnárenského obchodu,
- absolvovat odborný kurz zaměřený na rozpoznání padělaných nebo pozměněných bankovek a mincí.[2]

Česká národní banka vykonává nad směnárnami dohled a může udělovat pokuty. K rozhodování sporů mezi provozovatelem směnárenské činnosti a klientem je příslušný finanční arbitr.